# 독수리 착륙하다
《독수리 착륙하다》(The Eagle Has Landed)는 1976년 영국에서 제작된 존 스터지스 감독의 모험, 전쟁, 드라마 영화이다. 마이클 케인 등이 주연으로 출연하였고 잭 위너 등이 제작에 참여하였다. 이 영화는 스터지스 감독의 마지막 작품이며, 개봉 후 영화는 흥행에 성공적이었다.

## 출연

### 주연
- 마이클 케인
- 도날드 서덜랜드
- 로버트 듀발

### 조연
- 제니 에구터
- 도널드 플레젠스

## 기타
- 원작자: 잭 히긴스
- 조감독: 데이빗 C. 앤더슨
- 미술: 피터 멀톤
- 의상: 이본느 블레이크
- 배역: 아이린 램